# Saison 2012-2013 de l'Olympique lyonnais (féminines)
Maillots
Dernière mise à jour : 22 juillet 2013.
Chronologie
Saison précédente Saison suivante
La saison 2012-2013 de la section féminine de l'Olympique lyonnais est la trente-cinquième saison consécutive du club rhônalpins en première division du championnat de France depuis 1978.
Patrice Lair est à la tête du staff lyonnais lors de cette nouvelle saison qui fait suite à une saison historique où le club a réalisé le triplé Ligue des champions, championnat et coupe de France. Les objectifs pour cette saison sont donc de continuer sur cette lancée, en défendant au mieux les trois titres acquis la saison passée.
L'Olympique lyonnais va également évoluer au cours de la saison en Ligue des champions, où le club est exempté de premier tour grâce au bon coefficient UEFA de la France et en Coupe de France.

## Avant saison

### Transferts
En ce début de saison dans l'élite, le club cherche à se renforcer et enrôle trois nouvelles joueuses, Elise Bussaglia du Paris Saint-Germain, Laura Agard du Rodez AF et Laëtitia Tonazzi du FCF Juvisy. À la trêve hivernale, le club se renforce encore en enrôlant Shinobu Ohno, une attaquante japonaise de l'INAC Kobe Leonessa et championne du monde en 2011, ainsi que Megan Rapinoe qui évoluait au Seattle Sounders Women.
Le club fait également face à plusieurs départs, puisque Sandrine Dusang rejoint le FCF Juvisy, Sandrine Bretigny tente l'aventure allemande avec le FFC Francfort, Rosana rentre au Brésil à l'AD Centro Olímpico (pt), Shirley Cruz Traña signe au Paris Saint-Germain et Aurélie Kaci quitte le club pour suivre sa partenaire.
| Été 2012           |             |                |                         |                     |
| Nom                | Nationalité | Transfert      | Provenance/Destination  | Division            |
| Arrivées           |             |                |                         |                     |
| Elise Bussaglia    | France      | Transfert      | Paris Saint-Germain     | Division 1          |
| Laura Agard        | France      | Transfert      | Rodez AF                | Division 1          |
| Laëtitia Tonazzi   | France      | Transfert      | FCF Juvisy              | Division 1          |
| Départs            |             |                |                         |                     |
| Sandrine Dusang    | France      | Transfert      | FCF Juvisy              | Division 1          |
| Sandrine Bretigny  | France      | Transfert      | FFC Francfort           | Frauen-Bundesliga   |
| Rosana             | Brésil      | Transfert      | AD Centro Olímpico (pt) | Campeonato Paulista |
| Shirley Cruz Traña | Costa Rica  | Transfert      | Paris Saint-Germain     | Division 1          |
| Aurélie Kaci       | France      | Fin de contrat | Paris Saint-Germain     | Division 1          |

| Hiver 2012-2013 |             |           |                        |                  |
| Nom             | Nationalité | Transfert | Provenance/Destination | Division         |
| Arrivées        |             |           |                        |                  |
| Shinobu Ohno    | Japon       | Transfert | INAC Kobe Leonessa     | Nadeshiko League |
| Megan Rapinoe   | États-Unis  | Transfert | Seattle Sounders Women | W-League         |

### Préparation d'avant-saison
Avant son premier match officiel de championnat prévu le 9 septembre, l'Olympique lyonnais a programmé quatre matchs amicaux face dont un dont l'adversaire n'est pas encore connu, un face au Standard de Liège et deux lors de leur stage à Tignes. L'équipe participe également au tournoi de Grenoble avec plusieurs équipes des régions avoisinantes.

## Compétitions

### Championnat

#### Phase aller - Journée 1 à 11
La saison 2012-2013 de Division 1 est la trente-neuvième édition du championnat de France de football féminin. La division oppose douze clubs en une série de vingt-deux rencontres. Les meilleurs de ce championnat se qualifient pour la Ligue des Champions (les deux premiers). L'Olympique lyonnais participe à cette compétition pour la trente-cinquième fois de son histoire et a déjà été sacré champion à dix reprises.
La compétition débute pour l'Olympique lyonnais, le dimanche 9 septembre 2012 à 15 h, par un match face au Rodez AF. Les Lyonnaises pour leur premier match de la saison, n'ont laissé aucune chance aux Ruthénoises en les battant sur le score de huit buts à zéro avec notamment quatre doublés des joueuses rhodaniennes. Lors de la deuxième journée, les filles de Patrice Lair continuent sur leur lancée en écrasant les Auvergnates du FF Yzeure sur le score de huit buts à zéro, puis elles écrasent de la même manière le Toulouse FC, sept buts à zéro, la semaine suivante. Lors de la quatrième journée, les Lyonnaises font une démonstration de puissance face au FC Vendenheim qu'elles écrasent sur le score de treize buts à zéro, avec trois triplés de joueuses lyonnaises.
Lors du choc de la cinquième journée face au FCF Juvisy, les filles de Patrice Lair s'imposent largement sur le terrain de leur adversaire sur le score de quatre buts à zéro avec notamment un triplé de l'attaquante suédoise, Lotta Schelin. Lors de la journée suivante, les Lyonnaises sont moins impressionnantes face à l'EA Guingamp en ne s'imposant que trois buts à zéro après un match dont le résultat aura mis du temps à se décider, puis en s'imposant de nouveau trois buts à zéro lors du derby face à l'AS Saint-Étienne.
Lors de la huitième journée, les Lyonnaises sortent vainqueur du choc de la journée face au Montpellier HSC sur le score de six buts à deux, encaissant cependant leurs deux premiers buts de la saison toutes compétitions confondues, avant de venir à bout du Paris SG lors du choc de la journée suivante sur le score d'un but à zéro, leur permettant ainsi de prendre une bonne marge sur leurs deux principaux adversaires, puis d'écraser assez largement l'Arras FCF sur le score de treize buts à un avec notamment un quadruplé de Laetitia Tonazzi. L'ultime match de la phase aller du club rhodanien se conclut par une nouvelle victoire face au FF Issy, sur le score de huit buts à zéro, permettant aux filles de Patrice Lair de conclure la première moitié de saison avec douze victoires sur douze matchs joués.

#### Phase retour - Journée 12 à 22
Pour son premier match retour et le dernier avant la trêve hivernale, les Lyonnaise s'imposent face au FF Yzeure sur le score de trois buts à zéro. La reprise du championnat s'effectue le 6 janvier, et les joueuses de Patrice Lair entament cette année 2013 de la meilleure des façons en s'imposant largement sur le terrain du Toulouse FC sur le score de onze buts à un. Le match de la 14e journée qui devait les opposer au FC Vendenheim est reporté à une date ultérieure du fait des conditions climatiques sur l'Alsace. Après avoir franchi le premier tour de la Coupe de France assez facilement, les Lyonnaises ont pu affirmer leur suprématie en s'imposant deux buts à zéro face au FCF Juvisy lors du choc de cette 15e journée, sur des réalisations de Camille Abily et de Lotta Schelin. Les Filles de Patrice Lair enchainent lors de la journée suivante en écrasant cinq buts à un l'EA Guingamp devant près de 7800 spectateurs, un record pour le club breton. Lors du week-end suivant, le club rhodanien avance son match de la 19e journée afin de pouvoir affronter le Paris SG au Stade de Gerland. Les Lyonnaises assurent quasiment un nouveau titre de championne de France en battant trois buts à zéro leurs poursuivantes et principales rivales avant de s'imposer successivement contre l'AS Saint-Étienne cinq buts à zéro puis contre le Montpellier HSC quatre buts à zéro. Le 10 avril 2013, lors de leur match en retard de la 14e journée, les lyonnaises assurent officiellement leur septième titre de championne de France consécutif, en s'imposant septe but à zéro face au FC Vendenheim.
Lors de cette saison, les Lyonnaises ont battu leur record de buts : 132 buts marqués, pour 5 encaissés.

### Coupe de France
La coupe de France 2012-2013 est la 12e édition de la coupe de France, une compétition à élimination directe mettant aux prises les clubs de football à travers la France métropolitaine et les DOM-TOM. Elle est organisée par la FFF et ses ligues régionales.
Marinette Pichon effectue un tirage pittoresque pour les Lyonnaises, puisqu'elles iront venger l'honneur de l'équipe masculine sur le terrain de l'ASSF Épinal, qui évolue en seconde division, et qui a éliminé le club lyonnais au même tour de la compétition chez les hommes. Le dénouement est moins heureux pour les Spinaliennes que pour leurs homologues masculins, puisque les filles de Patrice Lair les écrasent sur le score de treize buts à zéro. Lors du tour suivant, les Lyonnaises affrontent un club de Division d'Honneur, le FC Woippy qui va sombrer face à l'hégémonie des Rhodaniennes qui les écrasent seize buts à zéro avec notamment six réalisation de Laetitia Tonazzi.
La demi-finale est remportée face à Montpellier, après deux matchs successifs, le premier ayant été entaché d'une erreur d'arbitrage sur les tirs au but. Le 8 juin, l'OL gagne la Coupe contre Saint-Étienne.

### Ligue des champions
La Ligue des champions 2012-2013 est la douzième édition de la Ligue des champions, la plus prestigieuse des compétitions européennes inter-clubs. Elle est divisée en deux phases, une phase de qualification, qui consiste en huit mini-championnats de quatre équipes par groupe, les premiers poursuivant la compétition en seizièmes de finale. Puis une phase finale, décomposée en seizièmes de finale, en huitièmes de finale, quarts de finale, demi-finales et une finale qui se joue sur terrain neutre. En cas d'égalité, lors de la phase finale, la règle des buts marqués à l'extérieur s'applique puis le match retour est augmenté d'une prolongation et d'une séance de tirs au but s'il le faut. Les équipes sont qualifiées en fonction de leurs bons résultats en championnat lors de la saison précédente et le tenant du titre est l'Olympique lyonnais, vainqueur du FFC Francfort lors de l'édition précédente (2-0).

#### Parcours en Ligue des champions
Qualifié directement en seizième de finale comme tête de série grâce à un bon coefficient UEFA, l'Olympique lyonnais étant classé 1er avec 123.400 points, le club évite les grosses équipes lors du tirage au sort des seizième de finale et tombe sur le PK-35 Vantaa, champion de Finlande, passé par le tour préliminaire.
Lors du match aller qui a lieu en Finlande, les Lyonnaises ne laissent que peu de chance aux championnes de Finlande du PK-35 Vantaa, les écrasant sept buts à zéro, dont un doublé de Laëtitia Tonazzi, ne concédant que deux tirs au but, contre trente-sept tentatives pour les filles de Patrice Lair. Lors du match retour, les Lyonnaises sont encore plus dominatrices, les Finlandaises ne frappant jamais au but, mais le score est néanmoins plus faible, puisqu'elles ne s'imposent que cinq buts à zéro et se qualifient pour les huitièmes de finale où elles affronteront les Russes du FK Zorkiy Krasnogorsk.
Les Lyonnaises qui sont parmi les favorites du tournoi, ne laissent aucune chance aux vice-championnes de Russie, en les écrasant neuf buts à zéro lors du match aller en Russie, avec un triplé de Louisa Necib. Les filles de Patrice Lair font le strict minimum lors du match retour, en s'imposant deux buts à zéro dans un match qu'elles maitrisent de bout en bout.
Lors du tirage au sort intégral des quarts, demi et finale qui a lieu le 27 novembre 2012, les Lyonnaises tombent sur les suédoises du LBFC Malmö, qu'elles accueilleront lors du match aller avant de se rendre en Suède. En cas de victoire, les Rhodaniennes affronteront les gagnantes du match opposant l'autre équipe française, le FCF Juvisy, et l'autre équipe suédoise, le Kopparbergs/Göteborg FC.
Après un match aller dominé de la tête et des épaules par les Lyonnaises qui s'imposent cinq buts à zéro face au LBFC Malmö, avec notamment un doublé de l'attaquante suédoise Lotta Schelin, les joueuses de Patrice Lair font à nouveau le boulot lors du match retour en Suède en s'imposant trois buts à zéro, ne laissant aucun espoir à leurs adversaires et rejoignant ainsi le FCF Juvisy en demi-finale.
Lors de la demi-finale aller de la compétition, les Lyonnaises ont une nouvelle fois les honneurs de jouer au stade de Gerland devant plus de 20 000 spectateurs venus assister à la démonstration des championnes de France et d'Europe qui battent trois buts à zéro leurs homologues du FCF Juvisy.
Pour sa quatrième finale consécutive, l'OL affronte le club allemand de Wolfsburg. Malgré la nette domination des Lionnes, ce sont les Louves qui s'imposent 1 à 0 sur un pénalty de Martina Müller, à la 73e minute, à la suite d'une main de Laura Georges dans la surface de réparation. L'Olympique Lyonnais ne remportera pas 3 titres consécutifs, ce qui n'a toujours pas été réalisé chez les féminines tout comme chez les masculins.

#### Coefficient UEFA
De par ses résultats dans cette Ligue des champions, l'OL acquiert des points pour son coefficient UEFA, utilisé lors des tirages au sort des compétitions de l'UEFA. De par sa qualification directe pour les seizièmes de finale, les lyonnaises ont d'ores et déjà remporté trois points bonus pour tout club atteignant ce niveau.
| Rang 2013 | Rang 2012 | Évolution | Club                | 2008-2009 | 2009-2010 | 2010-2011 | 2011-2012 | 2012-2013 | Total club | 33% CN | Coefficient |
| --------- | --------- | --------- | ------------------- | --------- | --------- | --------- | --------- | --------- | ---------- | ------ | ----------- |
| 1         | 1         | =         | Olympique lyonnais  | 13,000    | 21,000    | 24,000    | 24,000    | 23,000    | 105,000    | 27,885 | 132,885     |
| 2         | 2         | =         | FFC Turbine Potsdam |           | 22,000    | 22,000    | 19,000    | 8,000     | 71,000     | 27,114 | 98,114      |
| 3         | 3         | =         | FCR Duisbourg       | 19,000    | 19,000    | 19,000    |           |           | 57,000     | 27,114 | 84,114      |

- Club encore en lice en Ligue des champions
- Indices UEFA pouvant encore évoluer

### Matchs officiels de la saison
Le tableau ci-dessous retrace les rencontres officielles jouées par l'Olympique lyonnais durant la saison. Les buteurs sont accompagnés d'une indication sur la minute de jeu où est marqué le but et, pour certaines réalisations, sur sa nature (penalty ou contre son camp).
| Compétition         | Débute au tour | Place ou tour final | Matches joués | Gagnés | Nuls | Perdus | Buts pour | Buts contre | Différence |
| Division 1          | -              | 1re                 | 22            | 22     | 0    | 0      | 132       | 5           | +127       |
| Coupe de France     | 1/32 de finale | vainqueur           | 6             | 6      | 0    | 0      | 53        | 1           | +52        |
| Ligue des champions | 1/16 de finale | finaliste           | 9             | 8      | 0    | 1      | 40        | 2           | +38        |
| Total               | -              | -                   | 37            | 36     | 0    | 1      | 225       | 8           | +217       |

## Joueurs et encadrement technique

### Encadrement technique
L'équipe est entraînée par Patrice Lair. Entraîneur de 51 ans en poste depuis l'été 2010, cet ancien joueur amateur commence sa carrière de technicien dans le club de Villeneuve-Saint-Germain, avant que Louis Nicollin, président du Montpellier HSC ne lui propose de prendre en charge l'équipe féminine du club héraultais. Il décroche avec les Pailladines deux victoires en Challenge de France 2006 et en 2007.
Après une période de chômage, il rebondit en Afrique, d'abord au Bénin avec l'Espoirs de Savalou, puis au Rwanda comme entraîneur de l'équipe du Rwanda des moins de 17 ans puis adjoint du sélectionneur de l'équipe senior.
En juin 2010, il est contacté par le directeur administratif de l'Olympique lyonnais pour devenir entraîneur de l'équipe féminine en remplacement de Farid Benstiti.

### Statistiques individuelles
| \| Bouhaddi Petit-Franco Viguier Georges Bompastor Necib Abily Henry Le Sommer Tonazzi Thomis \| Équipe type de la saison. · D'après les temps de jeu à leur poste. |
| Bouhaddi Petit-Franco Viguier Georges Bompastor Necib Abily Henry Le Sommer Tonazzi Thomis                                                                          |

| Joueuse             | Total |
| Laetitia Tonazzi    | 30    |
| Lotta Schelin       | 30    |
| Camille Abily       | 26    |
| Eugénie Le Sommer   | 21    |
| Elodie Thomis       | 13    |
| Ami Otaki           | 12    |
| Amandine Henry      | 10    |
| Lara Dickenmann     | 7     |
| Louisa Necib        | 7     |
| Wendie Renard       | 7     |
| Corine Petit-Franco | 5     |
| Amel Majri          | 3     |
| Elise Bussaglia     | 3     |
| Megan Rapinoe       | 3     |
| Laura Georges       | 2     |
| Sabrina Viguier     | 2     |
| Sonia Bompastor     | 2     |
| Shinobu Ohno        | 1     |

| Joueuse           | Total |
| Sonia Bompastor   | 16    |
| Lara Dickenmann   | 14    |
| Camille Abily     | 12    |
| Laetitia Tonazzi  | 12    |
| Lotta Schelin     | 9     |
| Amel Majri        | 8     |
| Elodie Thomis     | 7     |
| Eugénie Le Sommer | 6     |
| Louisa Necib      | 6     |
| Ami Otaki         | 4     |
| Sarah Bouhaddi    | 2     |
| Amandine Henry    | 1     |
| Elise Bussaglia   | 1     |

### Joueuses en sélection nationale
Sur la totalité de l'effectif de l'équipe première, seulement trois joueuses françaises n'ont pas encore été appelées sous les couleurs de l'équipe de France. Si Laura Georges, Louisa Nécib, Élodie Thomis et Camille Abily font partie des cadres de la sélection depuis quelques saisons, de nombreuses autres joueuses ont été appelée avec les bleues au cours de l'année.
Outre ses internationales françaises, Patrice Lair peut également compter sur cinq internationales étrangères, Lara Dickenmann qui compte une soixantaine de sélections avec la Suisse, Shinobu Ohno et Ami Ōtaki appelée avec l'équipe du Japon, Lotta Schelin qui compte plus d'une centaine de sélections avec la Suède et Megan Rapinoe, championne olympique avec les États-Unis.

## Affluence et télévision

### Affluence
Affluence de l'OL à domicile

### Retransmission télévisée
Profitant de la médiatisation de la Coupe du monde, la FFF avait lancé le lundi 11 juillet 2012 l’appel d’offre pour les droits TV du championnat de France. Ces derniers ont été remportés par France Télévision en duo avec la chaine Eurosport pour un contrat s'élevant à 110 000 euros.

## Équipe réserve et équipes de jeunes
La réserve lyonnaise évolue en Division d’Honneur Rhône-Alpes, soit deux divisions en dessous de l’équipe première. 
Le club rhônalpin possède également une équipe des moins de 19 ans qui participe au Challenge National Féminin U19 et une équipe des moins de 18 ans qui évolue en Championnat Rhône-Alpes Féminin U18.